# Water Wag
Ein Water Wag ist ein Dingi zum Segeln und zum Rudern, das im Jahr 1886 entwickelt und 1887 als älteste Einheitsklasse der Welt in Irland verbindlich festgelegt wurde.
Das Design wurde im Jahr 1900 modifiziert und wird bis heute unverändert so gesegelt. Die Initiative zur Konstruktion des Bootes ging von Thomas B. Middleton, einem Rechtsanwalt aus Dublin aus. Er war begeisterter Segler und Vizekommodore des Royal Irish Yacht Club.
Der Segelsport wurde damals von Booten beherrscht, die nach Vergütungsregeln konstruiert und nach Handicap betrieben wurden. So konnten Yachten, die zu Beginn der Saison gebaut worden waren am Ende des Sommers bereits Ausschussware sein. Middleton formulierte: „Weil alle Boot gleich sind, werden sich dadurch sehr unterhaltsame Wettfahrten ergeben. Ein Wettkampf der Segler nicht der Konstrukteure und Segelmacher …“
Als Anregung zur Konstruktion des neuen Bootes diente ein Dingi, das ein Clubmitglied des Shankill Corinthian Sailing Club in Schottland gesehen hatte. Es verfügte schon über ein stählernes Mittelschwert (engl.: boiler plate design), ein Novum für kleine Boote in der Mitte des 19. Jahrhunderts, als man Steine als Ballast nutzte. Er baute sich 1878 ein Boot mit Mittelschwert und nannte es Cemiostomia. Mit diesem Dingi konnte man sehr viel effektiver gegen den Wind kreuzen. Thomas B. Middleton, der ebenfalls Mitglied im Shankill Corinthian Sailing Club war und von dem Boot wusste inserierte in der Irisch Times um interessierte Segler dazu einzuladen, mit ihm in Kingstown (heute: Dún Laoghaire) einen neuen Segelclub zu gründen, der sich das Regattasegeln in einer Einheitsklasse (engl.: One-Design-Racing) zum Ziel machte. Da es keine Reaktion auf diese Anzeige gab, verteilte er Flyer an die Segler in den Royal Yacht Clubs von Kingstown. Nach diesem Aufruf trafen sich die interessierten Segler und beschlossen am 27. Oktober 1886 die Konstruktionsparameter für die neue Einheitsklasse unter Einbeziehung des neuen stählernen Mittelschwerts.
Die Boote sollten danach leicht genug sein, um von zwei Personen getragen werden zu können. Sie sollten aber auch seetüchtig sein, um ein Vollschlagen bei Wellengang zu vermeiden. Die Namensfindung für das neue Boot erfolgte demokratisch aufgrund von 15 eingereichten Vorschlägen. Der Begriff Water Wag („wag“ als Substantiv bedeutet „Schalk“ oder „Scherzbold“ oder als Verb „mit dem Schwanz wedeln“) machte das Rennen, wegen der vielen Hunde am Killiney Beach und wohl auch in Anlehnung an die Wesensart mancher Clubmitglieder, so sagt es die Überlieferung.
13 der neuen Einheitsklasse-Boote Water Wag wurden 1887 zu einem Preis von je 13 Pfund gebaut.

## Water Wag Club
Die Water-Wag-Klasse wird verwaltet vom Water Wag Club (engl.: The Water Wag Club), bestehend aus einem Präsidenten, Vize-Präsidenten, Schriftführer (Hon. Secretary), Schatzmeister (Hon. Treasurer), Kapitän (Captain) und Ausschussmitgliedern. Es gibt kein Clubhaus, Ausschusssitzungen finden an Montagabenden im Royal Irish Yacht Club statt.
Derzeitiger Captain der Water Wags ist Mr. Sisk.

### Vereinsvorsitzende
Präsident:
- 1887- W.B. Caldebeck.
- 1888- T.C. Burrows.

König (King):
- 1889–1890 – H.V. Yeo.
- 1890–1892 – Louis Meldon.

Captain:
- 1893–1894 – Thomas B. Middleton.

Präsident:
- 1895–1931 – Thomas B. Middleton.
- 1932–1933 – George A. Newsom.
- 1934–1951 – Joseph T. Wigham.
- 1952–1964 – E.H. Walpole.
- 1965–1973 – W.R. Mc.Ferran.
- 1974–1991 – R.Seymour Cresswell.
- 1992–2006 – Alfred Delany.
- 2007–2015 – George Henry.
- 2016-heute  Geoff Sarratt.

## Konstruktion der Water Wag
Im Jahr 1886 entwarf Thomas B. Middleton, Mitglied des Shankill Corinthinan Sailing Club in Irland das Dingi Water Wag als Einheitsklasse-Segelboot und gleichzeitig als Ruderboot. Ein Water Wag hat einen Rumpf aus Silberfichtenplanken in Klinkerbauweise und ist als Slup geriggt mit einem 6,96 m² großen Großsegel und einem 5,57 m² großen Spinnaker, aber ohne Fock. Das Dingi ist offen ohne Deck und hat einen Mast nahe am Bug.
Middleton war kein professioneller Yachtkonstrukteur und so orderte er das erste Boot bei der Werft von Robert McAllister aus Dunbarton in Schottland. Der berühmte Konstrukteur George Lennox Watson überprüfte die Pläne und steuerte den Segelplan bei. Dieses erste Boot mit dem Namen Eva wurde offiziell am 1. Januar 1887 gewassert. Es folgten drei weitere Exemplare, die dann am 12. April 1887 vor Dún Laoghaire die erste Regatta bestritten. Als Startsignal diente der 12:30-Uhr-Glockenschlag vom Kirchturm. Bis Ende des Jahrzehnts wuchs die Flotte auf 50 Einheiten an. An Regatten nahmen nie mehr als 24 Boote teil.
Im Laufe der Zeit zog die Klasse der Water Wags auch große Namen an. Der bedeutendste war William Fife III., der auch einige dieser Dingis baute, die sich prompt als Siegerboote präsentierten. Im Jahr 1890 gewann das Boot Rose 25 von 39 Wettfahrten, eine bisher unerreichte Quote. Übertroffen wurde sie nur durch Ella, ebenfalls aus der Feder von William Fife III. Prominente Eigner eines Water Wags waren Robert Erskine Childers, Autor des Spionageromans „The Riddle of the Sands“ (dt.: Das Rätsel der Sandbank) und der berühmte Yachtjournalist Dixon Kemp, der die geniale Idee der Einheitsklasse immer wieder betonte. Thomas B. Middleton setzte in der Water-Wag-Klasse auf den Spaß am Regattasegel und weniger auf die Geschwindigkeit der Boote. Regattasegeln war für ihn kein todernster Sport, sondern eine freundschaftliche Begegnung der Sportler.

## 20. Jahrhundert: Neuerungen in Bezug auf den Rumpf
Zur Jahrhundertwende wurde deutlich, dass Anpassungen an das Regelwerk notwendig wurden, da man zunehmend Boote aus leichtem Zedernholz baute. Dies machte sie schneller aber auch teurer. Der Preis für ein Water Wag hatte sich von 15 auf 30 Pfund verdoppelt (heute ca. 1980 bzw. 3960 Euro). Man musste umdenken, denn je höher der Preis, desto weniger Schiffe wurden gebaut.
Der Bootsbauer JE Doyle aus Kingstown wurde beauftragt eine Konstruktionsanpassung vorzunehmen. Das neue Boot sollte um 15 inches verlängert (neue Länge über alles 4,34 m) werden und mit plattem Heck (Spiegelheck) und einem Gaffelrigg mit Großsegel, Fock und Spinnaker ausgestattet sein. Sein Entwurf hatte täuschende Ähnlichkeit mit einem Entwurf, den seine Tochter Maimie in einem Konstruktionswettbewerb eingebracht hatte. Bis heute ist nicht geklärt, wer als Schöpfer der neuen Water Wag gelten soll.
Als Kostenvoranschlag pro Boot waren 18 Pfund und 10 Schillinge (heute: ca. 3600 Euro) kalkuliert. Die ersten vier neuen Water Wags baute James McKeown aus Belfast, der die Dingis für 14 Pfund und 10 Schillinge (heute ca. 2800 Euro) herstellen konnte, plus 2 Pfund 10 Schillinge (heute ca. 400 Euro) für die Segel. Die Spezifikationen waren strenger, die Boote aber auch schwerer und damit robuster. Der Rumpf war mit Kiefer beplankt, das auch für das Rigg und die Bodenbretter verwendet wurde. Für andere Bauteile benutzte man Teak oder Eiche sowie Esche für die Pinne. Die Kosten wurden begrenzt auf 16 Pfund für das Boot und 3 Pfund für die Segel.
Die Konstruktionsänderungen führten zum Erfolg, denn bereits im ersten Jahr entstanden 12 neue Water Wags. Das neue Design bekam einige kleinere Anpassungen insbesondere mehr Decksprung und etwas mehr Segelfläche (jetzt mit Fock) in den Jahren 1901–1902, ein neues Ruder kam 1908. Die Water-Wag-Klasse hatte stets Holz als Baumaterial vorgeschrieben. Traditionell wurden die Segel aus Baumwollstoff und Seide gefertigt. Im Laufe der Zeit wurde synthetisches Segeltuch und Tauwerk zugelassen, Bodenlenzer, Auftriebskörper und Epoxid für das Verbauen tragender Teile.

## Water Wag: Varianten
Eine Variante des Originalentwurfs mit dem Spitzgatter-Rumpf (engl.: double-ended hull) findet man in Kent beim Herne Bay Sailing Club. In der Zeit von 1920 bis 1930 wurden diverse Boote von örtlichen Bootsbauern hergestellt und die Bootsklasse segelte sehr aktiv Regatten in den Jahren 1930–1940. Diese Boote folgten nicht strikt dem Prinzip der Einheitsklasse der Originale aus Irland. Und da sie in diversen Punkten (Vordeck, Bugspriet, Mastposition) und sich auch sonst leicht voneinander unterschieden, segelten sie die Regatten mit Vergütung (engl.: handicap fleet). In den frühen 1950er Jahren wurden die meisten Boote vom Verein verkauft und die Regatten eingestellt. Eines der letzten Boote, die 1947 in Kent von der Werft E. and B. Gammon gebaut wurden, die Zander, wird jetzt in der Ausstellung des National Maritime Museum Cornwall gezeigt.
Eine Variante des Designs von 1900 wurde von vielen Segelklubs in Singapur, Malaysia, Indien und Sri Lanka übernommen. Der Hauptunterschied besteht in der Beplankung mit Teakholz mit dem Effekt, dass diese Boote durch das schwerere Holz mehr Freibord benötigen. Ein kleines Vordeck wurde ergänzt, um das Boot trockener segeln zu können.

## Heutige Situation
Die ältesten Boote, die heute Regatten segeln, sind circa 97 Jahre alt und die neuesten Dingis sind gerade in dieser Saison zu Wasser gelassen worden. Heute liegt im Hafen von Dun Laoghaire eine Flotte von 28 Water Wags des Water Wag Club, denen man jeden Mittwoch in den Sommermonaten Mai bis September zwischen 18.30 und 20.00 beim Regattasegeln von den Piers zusehen kann.

## Kennzeichnung,  Flottenliste und Bootsbauer
Water Wags zeigen keine Klassenzeichen im Segel und keine individuellen Kennzeichen außer einer Segelnummer im Großsegel und verschiedenfarbige Spinnakerfarben.
| Nr. | Name         | Baujahr           | Bootsbauer/Werft (Ort)                |
| --- | ------------ | ----------------- | ------------------------------------- |
| 1   | Ethna        | 1968              | Skee Gray (Dún Laoghaire)             |
| 2   | Tomboy III   | 1908              | John Gray (Kingstown)                 |
| 3   | Pansy        | 1906              | John Gray (Kingstown)                 |
| 4   | Vela         | 1910              | Kelly (Portrush)                      |
| 5   | Mollie       | verschollen       |                                       |
| 6   | Mary Kate II | 1915              | John Gray (Kingstown)                 |
| 7   | Blue Bird    | verschollen       |                                       |
| 8   | Barbara      | 1915              | John Gray (Kingstown)                 |
| 08  | Eros II      | 1908              |                                       |
| 9   | Marie Louise | 1927              | Anon                                  |
| 10  | Sprite       | 1904              | Doyle (Kingstown)                     |
| 11  | Anne II      | 1936              | Michael Mahony (Dún Laoghaire)        |
| 12  | Alfa         | 1931              | Michael Mahony (Dún Laoghaire)        |
| 13  | Lady Ursula  | verschollen       |                                       |
| 14  | Phyllis      | 1907              | John Gray (Kingstown)                 |
| 15  | Moosmie      | 1910              | Doyle (Kingstown)                     |
| 16  | Penelope     | 1933              | Michael Mahony (Dún Laoghaire)        |
| 17  | Coquette     | 1909              | John Gray (Kingstown)                 |
| 18  | Good Hope    | 1976              | Tweedy (Portaferry)                   |
| 19  | Shindilla    | 1932              | Michael Mahony (Dún Laoghaire)        |
| 20  | Badger       | 1932              | Michael Mahony (Dún Laoghaire)        |
| 21  | Jacqueline   | 1935              | Michael Mahony (Dún Laoghaire)        |
| 22  | Saryalis     | 1936              | Michael Mahony (Dún Laoghaire)        |
| 23  | Maureen      | 1936              | Stapleton                             |
| 24  | Gavotte      | 1937              | John Gray (Kingstown)                 |
| 25  | Vega         | 1934              | Walter Levinge (Athlone)              |
| 26  | Nandor       | 1937              | Kennedy                               |
| 27  | Glanora      | verschollen       |                                       |
| 28  | Kittiwake    | verschollen       |                                       |
| 29  | Patricia     | 1962              | Skee Gray (Dún Laoghaire)             |
| 30  | Sara         | 1970              | Skee Gray (Dún Laoghaire)             |
| 31  | Polly        | 1984              | Jimmy Furey (Lecarrow, Co. Roscommon) |
| 32  | Skee         | 1985              | Derek Paine (Greystones, Co. Wicklow) |
| 33  | Eva II       | 1986              | Derek Paine (Greystones, Co. Wicklow) |
| 34  | Chloe        | 1991              | Derek Paine (Greystones, Co. Wicklow) |
| 35  | Beaver       | Baujahr unbekannt | Anon                                  |
| 36  | Little Tern  | 1995              | Derek Paine (Greystones, Co. Wicklow) |
| 37  | Marcia       | ca. 1910          | John Gray (Kingstown)                 |
| 38  | Swift        | 2001              | John Jones (Bangor, Wales)            |
| 39  | Susan Jane   | 1982              | Mallon (Oughterard)                   |
| 40  | Swallow      | nach 2000         | John Jones (Bangor, Wales)            |
| 41  | Mollie II    | nach 2000         | Jimmy Furey (Lecarrow, Co. Roscommon) |
| 42  | Tortoise     | nach 2000         | John Jones (Bangor, Wales)            |
| 43  | Tortoise     | nach 2000         | John Jones (Bangor, Wales)            |
| 44  | Scallywag    | nach 2000         | Jimmy Furey (Lecarrow, Co. Roscommon) |
| 45  | Mariposa     | 2014–15           | Cathy MacAleavey mit Jimmy Furey      |
| 46  | Mademoiselle | 2015              | Skol Ar Mor (Bretagne, Frankreich)    |
| 47  | Peggy        | 2016              | John Jones (Bangor, Wales)            |

Obwohl jedes Dingi der Water-Wag-Klasse einen unverwechselbaren Namen hat, ist keines dieser Namen auf dem Bootsrumpf angebracht, weder gemalt noch eingeschnitzt. Alle Boote werden unterschieden anhand ihrer Namen und nicht ihrer Segel- oder Baunummern.
Traditionell wird am Ende einer Regatta das Siegerboot von den Teilnehmern gegrüßt und der Mannschaft ein dreifaches Hurra (engl.: Hip Horray) entboten. Zum Beispiel: „Moosmie Ahoy – Hip Horray, Hip Horray, Hip Horray.“ Das Siegerboot muss dann antworten durch Grüßen des anrufenden Bootes wie folgt: „Swift Ahoy – Hip Horray, Hip Horray, Hip Horray.“